# Square Paul-Langevin
Le square Paul-Langevin est un square du 5e arrondissement de Paris.

## Situation et accès
Situé à l'angle de la rue des Écoles et de la rue Monge, le square compte trois accès. Il est ouvert à des horaires réglementés.
Il est desservi par la ligne 10 à la station Maubert - Mutualité.

## Origine du nom
Il prend son nom actuel en l'honneur du physicien Paul Langevin (1872-1946),.

## Historique
Dessiné en 1868 au pied des bâtiments historiques de l'École polytechnique auxquels mène un monumental escalier, il est alors nommé « square Monge ».
Y est sise une fontaine érigée en 1716 à l'angle des rues Childebert et d'Erfurth et déposée en 1875, après le percement de la rue de Rennes.

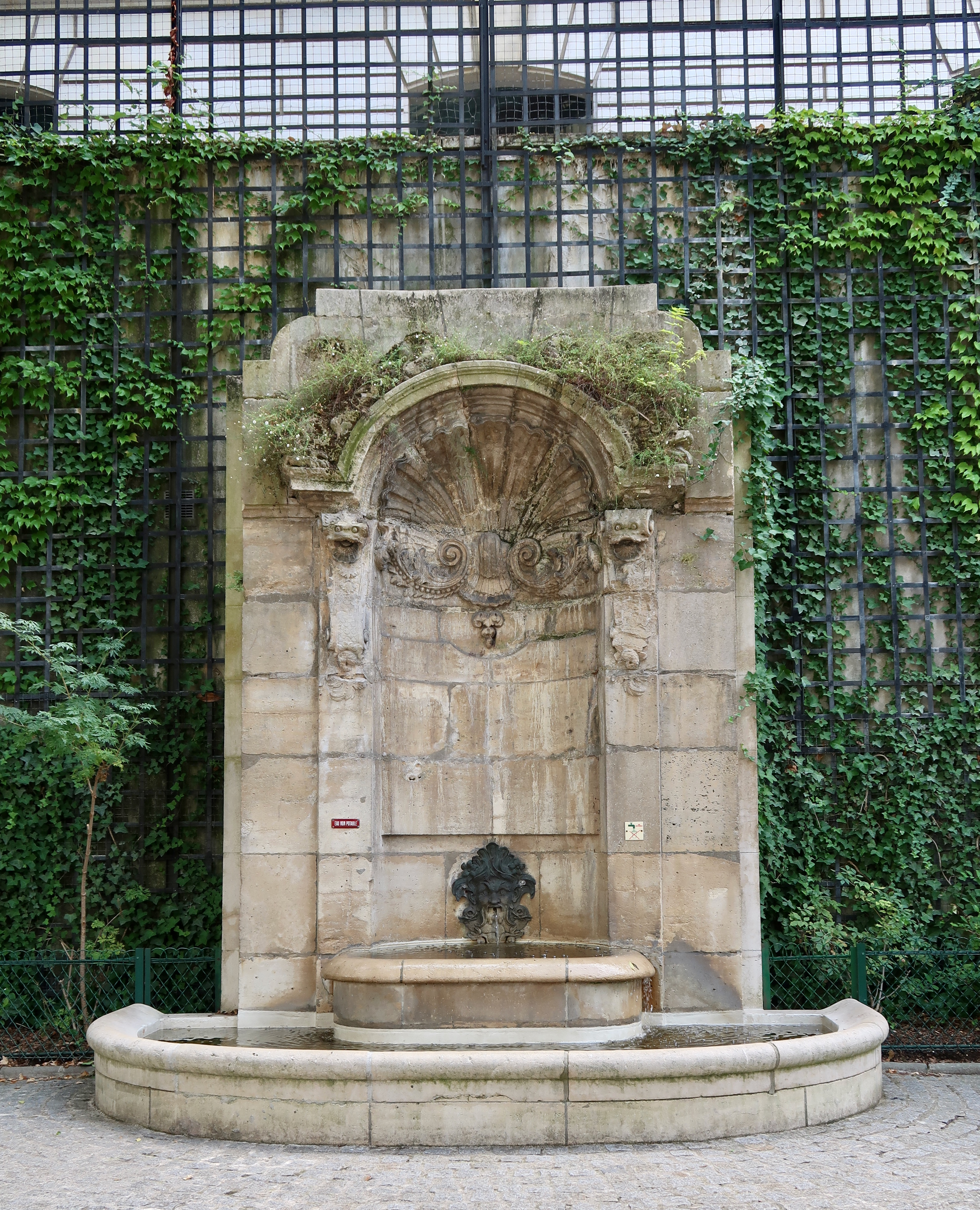
La fontaine.
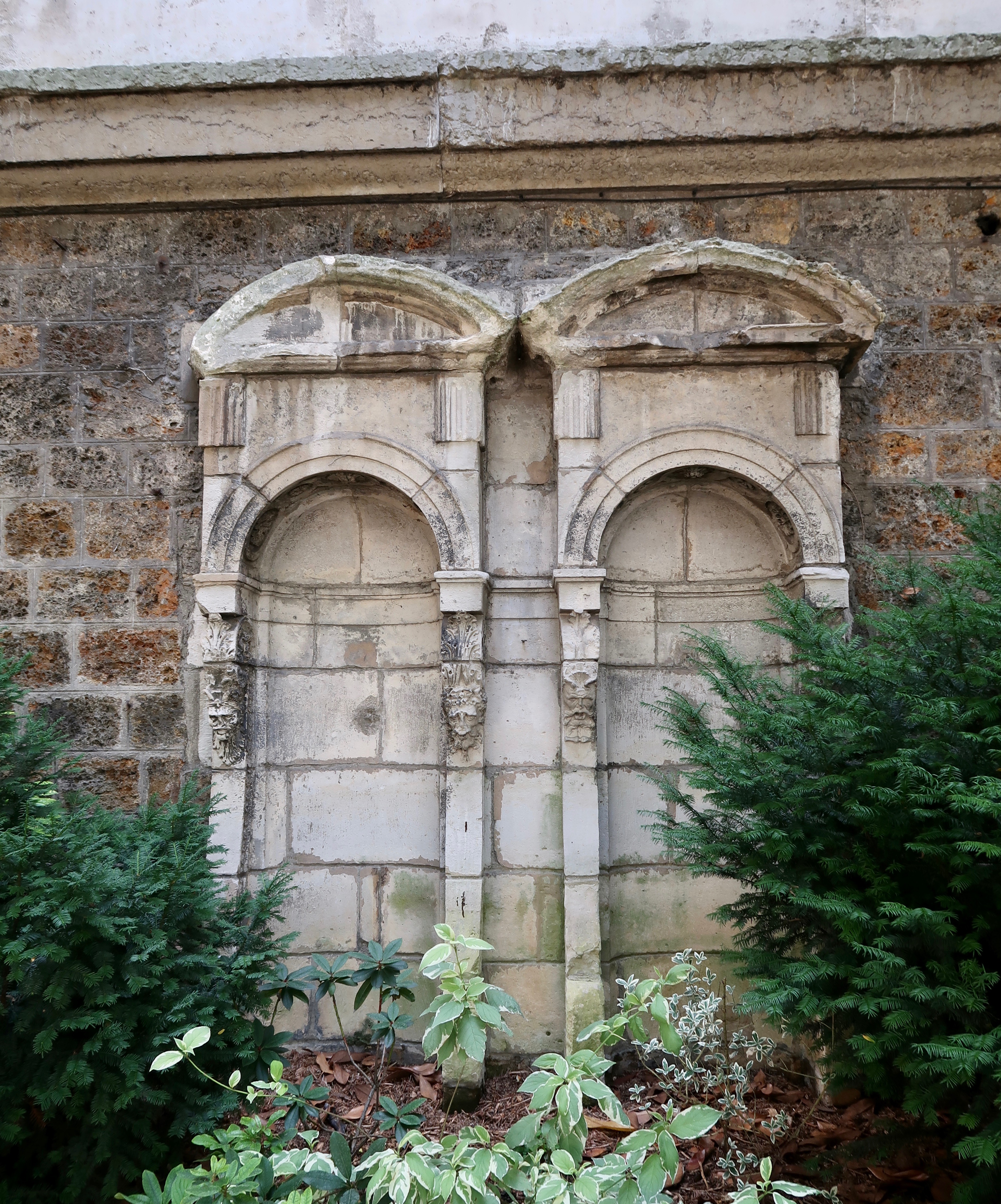
Vestiges de l'hôtel de ville de Paris.
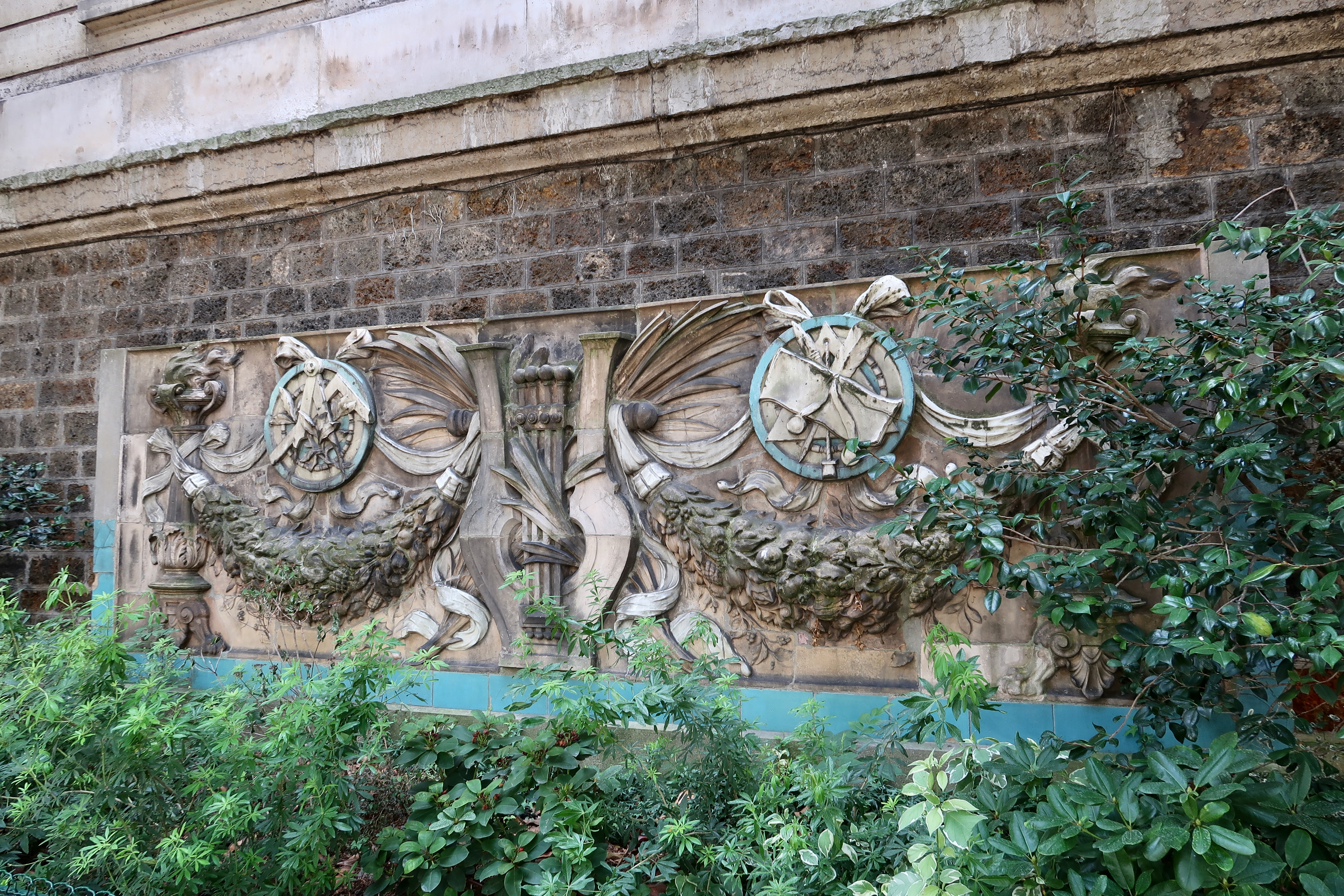
Vestiges de l'exposition universelle.
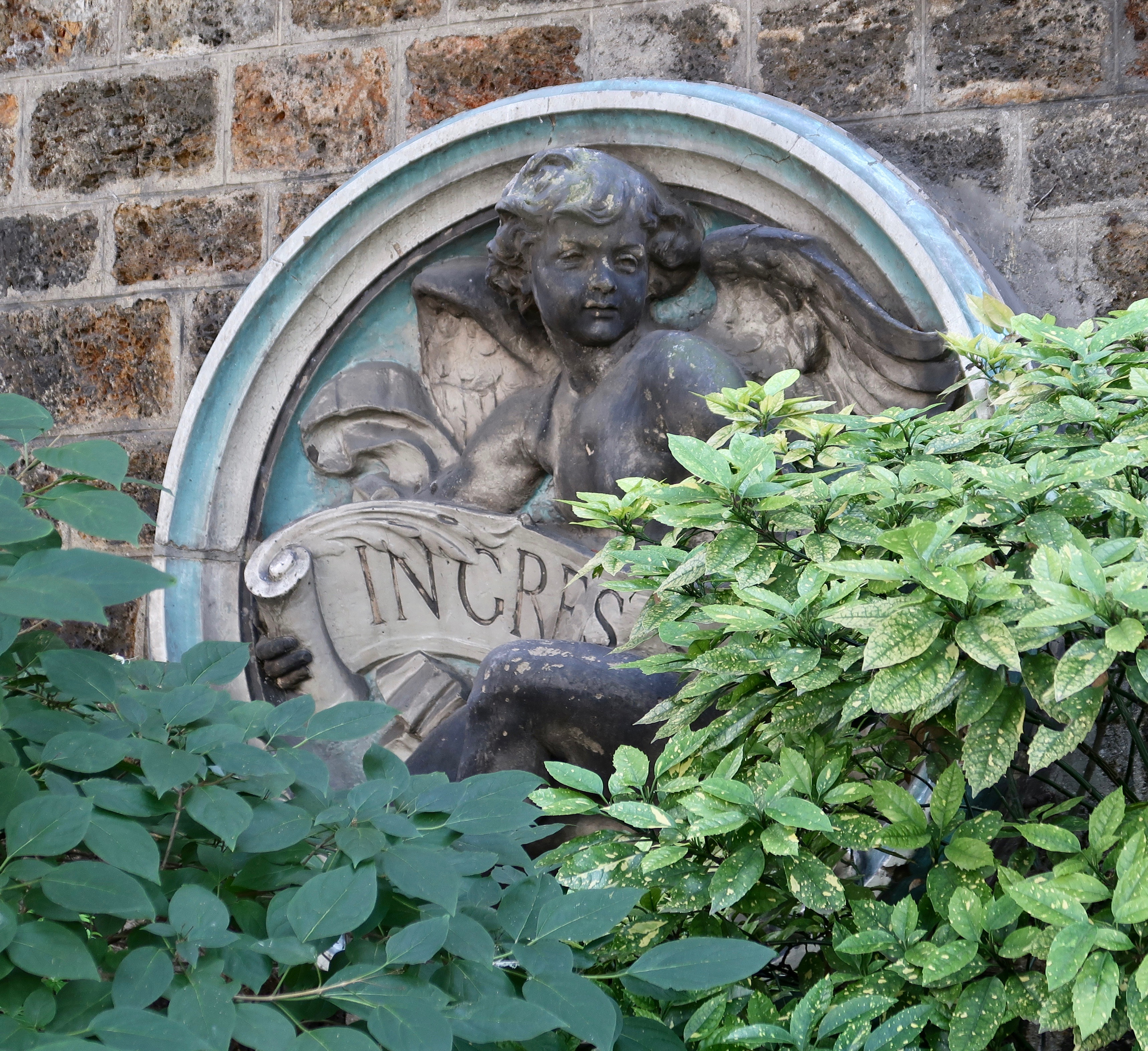
Idem.
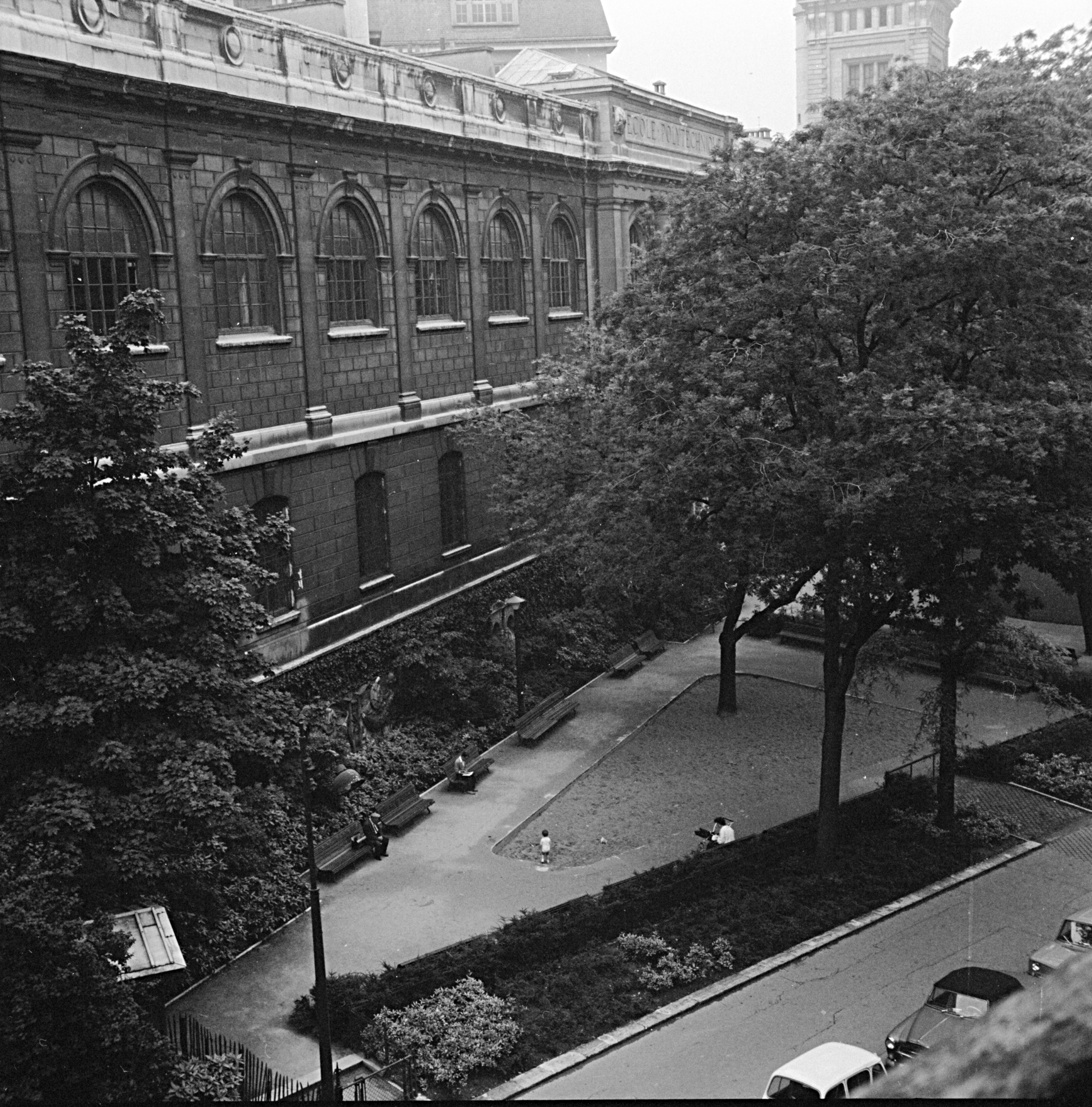
Photo de 1970.

Des ornements du palais des Beaux-Arts, construit pour l'Exposition universelle de 1889, y ont été remontés (céramiques de Jules Paul Loebnitz), ainsi que deux niches style Renaissance, venant de l'ancien hôtel de ville incendié en mai 1871 (les statues de Jean Aubry et P. de Violes qu'elles abritaient, décapitées pendant Mai 68, n'ont pas été réinstallées ensuite),,,,.
La statue en bronze de François Villon (œuvre de Jean-François Etcheto), visible aujourd'hui dans la cité-jardin de Champigny-sur-Marne où elle est connue sous le nom du Troubadour, provient de ce square. Elle échappa à la fonte en 1944 et fut proposée par la Ville de Paris en 1950 à la commune du Val-de-Marne. Une autre statue, représentant Voltaire, n'a elle pas survécu, fondue sous l'Occupation, en 1942. Dans le square Paul-Langevin, la statue actuelle (qui représente également François Villon) est issue d'une commande de l’État (1946) au sculpteur René Collamarini (familier du square), et fut offerte à la Ville,.
D'une superficie de 4 328 m2, le square est orné de lierre et de renouée du Turkestan au niveau de l'escalier, et planté de magnolias, de sophoras, d'érables sycomores, de frênes, de noyers d'Amérique et d'un févier d'Amérique.
Il dispose d'une aire de jeux, de points d'eau potable et de toilettes.

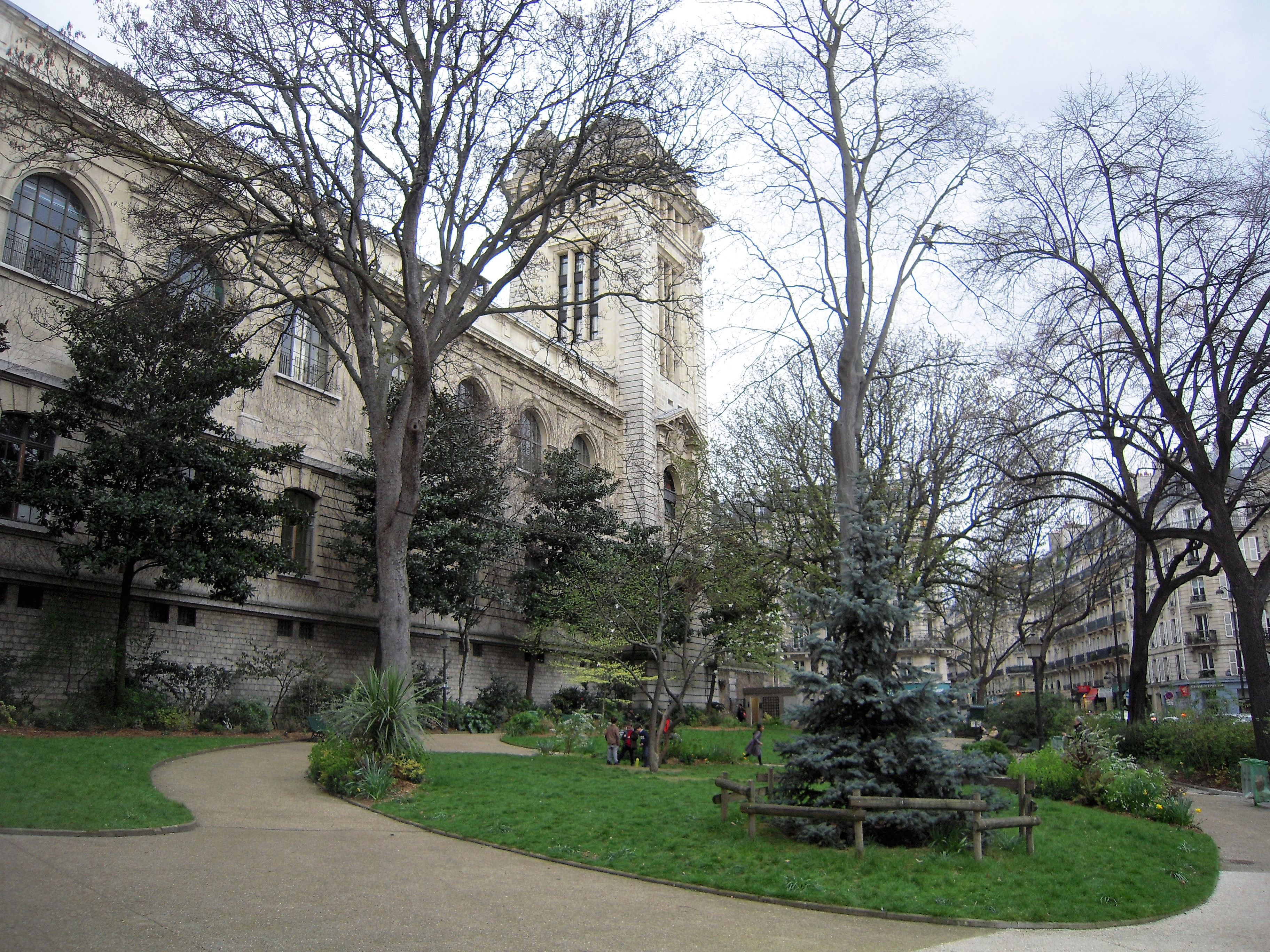
Les anciens bâtiments de l'École polytechnique.
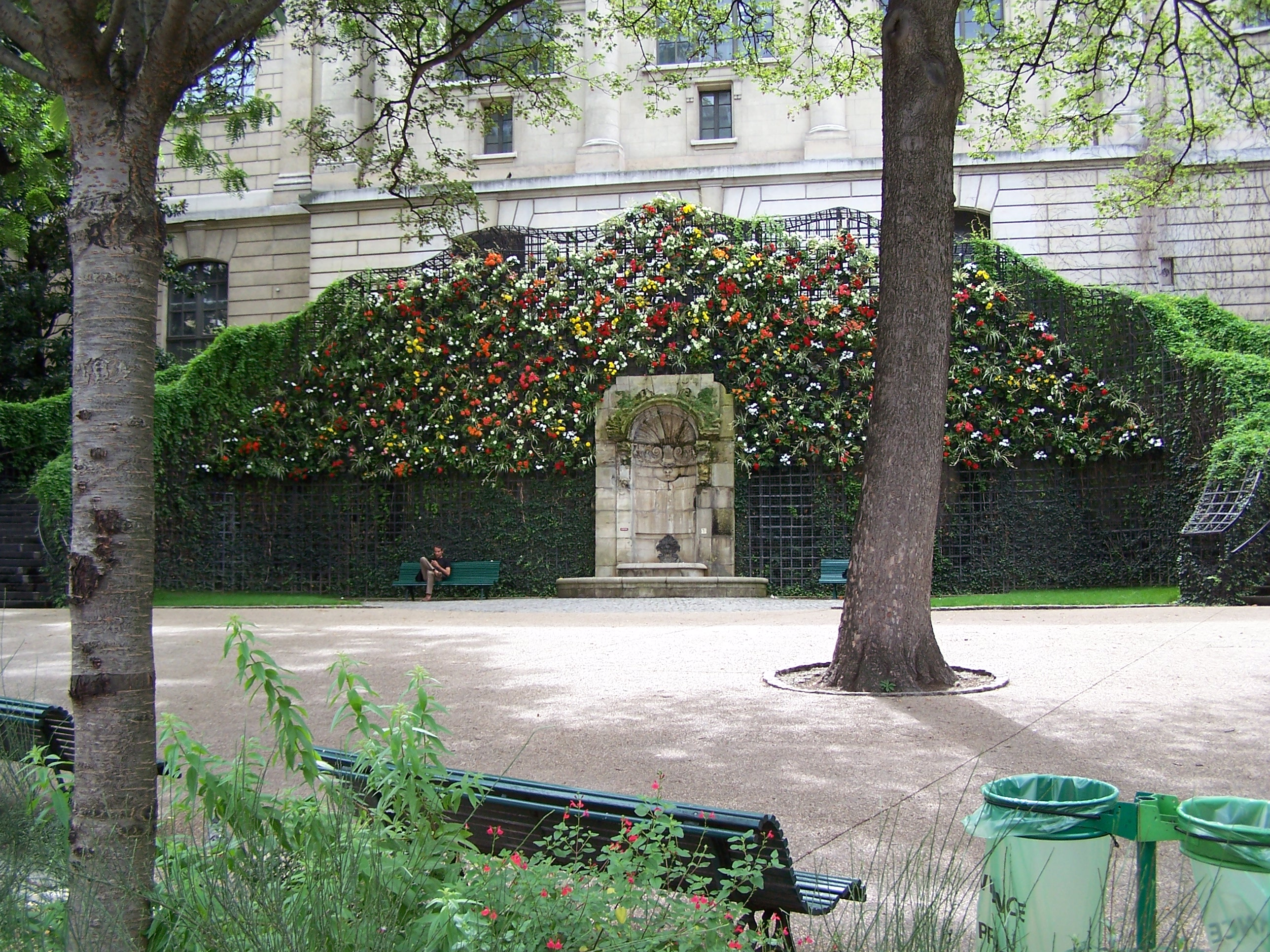
Vue du mur fleuri.
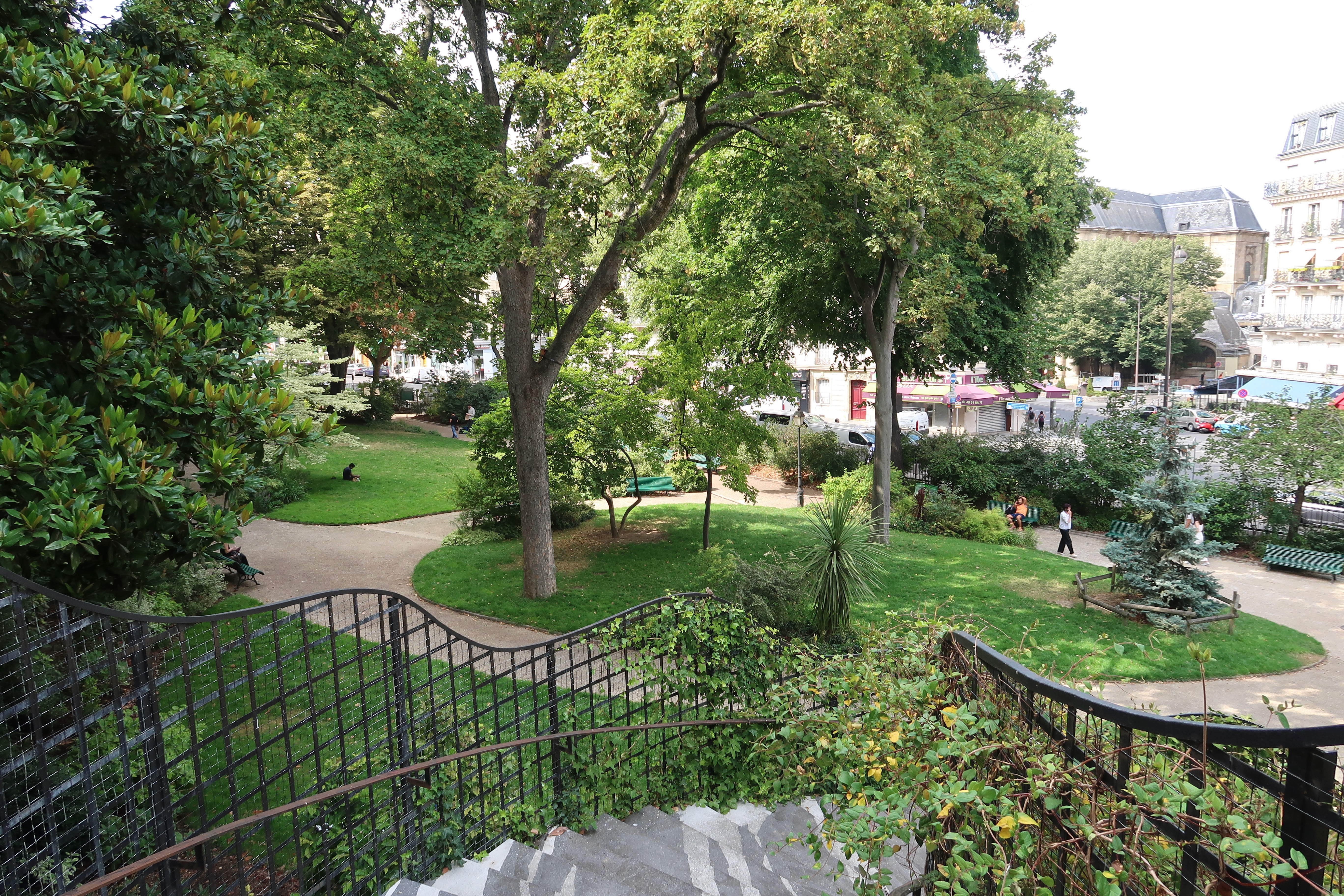
Vue des escaliers menant vers l'École.
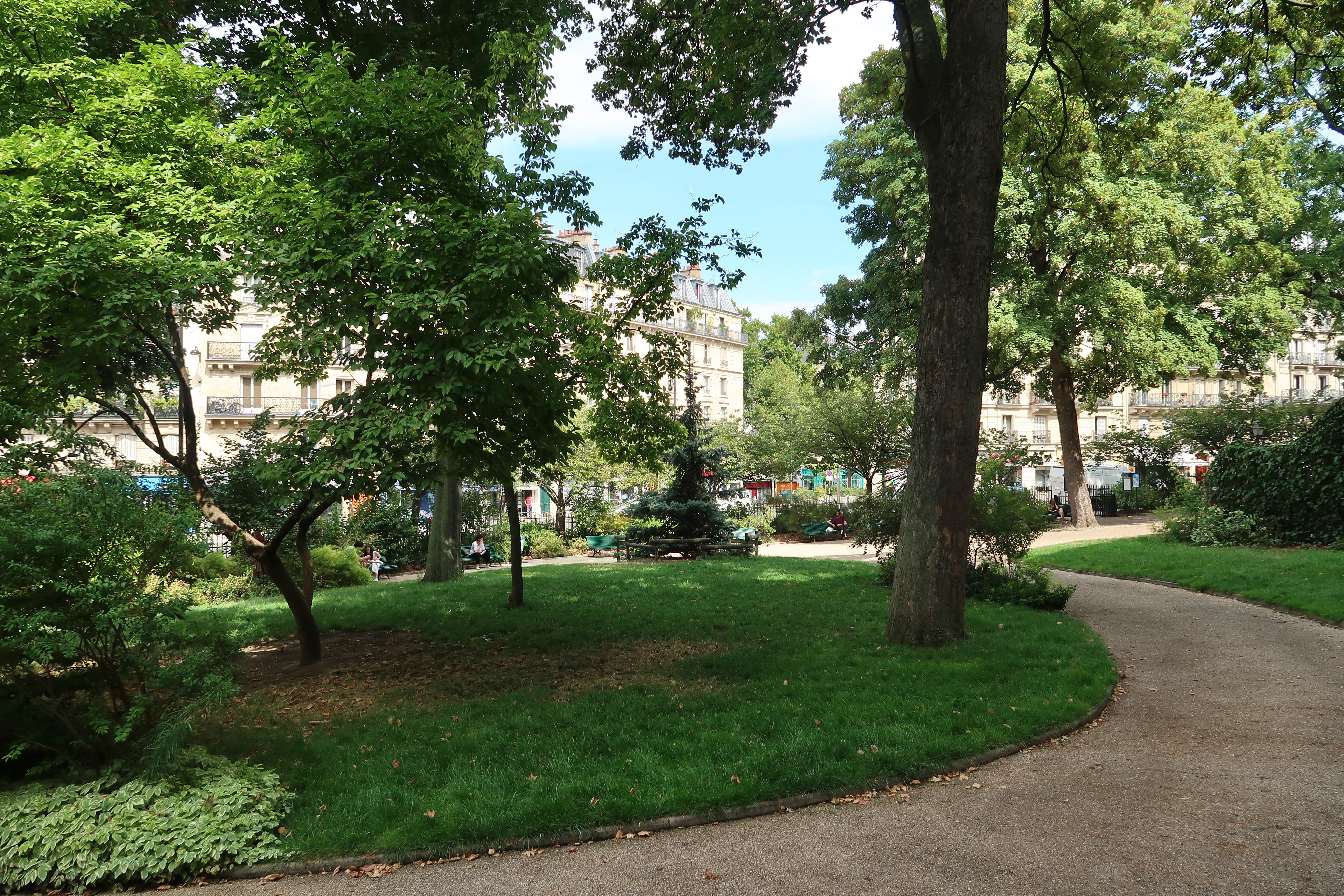
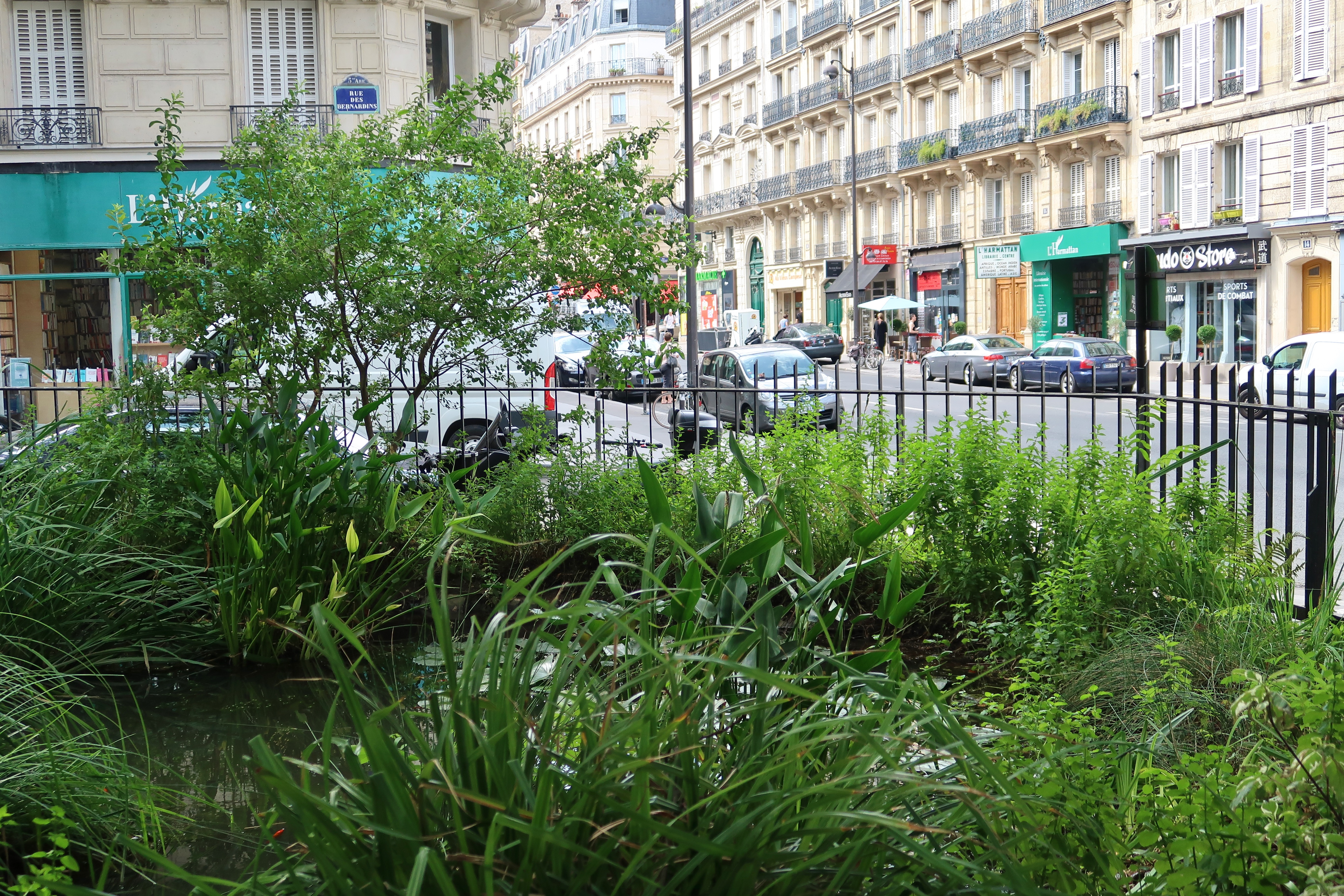
Mare.